# Patrick Ntsoelengoe
Patrick Ntsoelengoe noto con il soprannome Ace (Randfontein, 26 febbraio 1956 – Lenasia, 8 maggio 2006) è stato un calciatore sudafricano.

## Biografia
Nato a Randfontein, divenuto calciatore giocò per sodalizi sudafricani, statunitensi e canadesi. L'otto maggio 2006 è deceduto a seguito di un attacco di cuore a Lenasia.

## Carriera

### Club
Si fece notare da Kaizer Motaung nel 1969 durante una tournée del suo Kaizer XI, formazione che diede poi origine ai Kaizer Chiefs. Militò dal 1970 al 1988 negli Chiefs, ma dal 1973 al 1984 giocò nel periodo di pausa del campionato sudafricano anche nella North American Soccer League.
Negli anni della sua militanza con gli Chiefs ha vinto cinque campionati sudafricani.
Nella stagione 1973 si trasferisce negli Stati Uniti d'America per giocare nei Miami Toros nel campionato NASL. Con i Toros ottiene il terzo ed ultimo posto della Eastern Division.
Due anni dopo torna giocare nella NASL con i Denver Dynamos, ottenendo il terzo posto nella Central Division della North American Soccer League 1975. In quella stagione giocò in squadra insieme al fondatore e proprietario della sua squadra sudafricana ovvero Kaizer Motaung.
La stagione seguente i Dynamos diventano i Minnesota Kicks, società con cui raggiunge la finale della competizione, perdendola contro i Toronto Metros-Croatia. 
Nel 1977 sempre con i Kicks raggiunse i quarti di finale, identico traguardo ottenuto nel campionato 1978.
Nella North American Soccer League 1979 raggiunge gli ottavi di finale come nella stagione seguente. Nell'ultima stagione in forza ai Kicks raggiunse per la terza volta i quarti di finale.
Nella stagione 1982 passa ai canadesi del Toronto Blizzard, con cui raggiunge i quarti di finale della competizione, mentre l'anno seguente perde la finale della NASL contro i Tulsa Roughnecks. Nel 1984, ultimo anno in cui si svolse la competizione nordamericana, raggiunge nuovamente la finale, perdendola contro i Chicago Sting.

### Nazionale
A causa della segregazione razziale sudafricana non poté giocare con la nazionale del suo paese, Ntsoelengoe disputò alcune partite con una selezione multirazziale del Sudafrica.

## Palmarès

### Club
- Campionato sudafricano: 5

Kaizer Chiefs: 1974, 1977, 1979, 1981, 1984